# Robin Hood
Robin Hood az angol mondakör és folklór egyik legismertebb hőse, „a tolvajok fejedelme”. Egy törvényen kívüli képzett íjász, aki társai segítségével fosztogatja az angliai Nottinghamshire megyében utazókat. Leginkább arról közismert, hogy nem magának ad, hanem „elvesz a gazdagoktól, és a szegényeknek ad”.

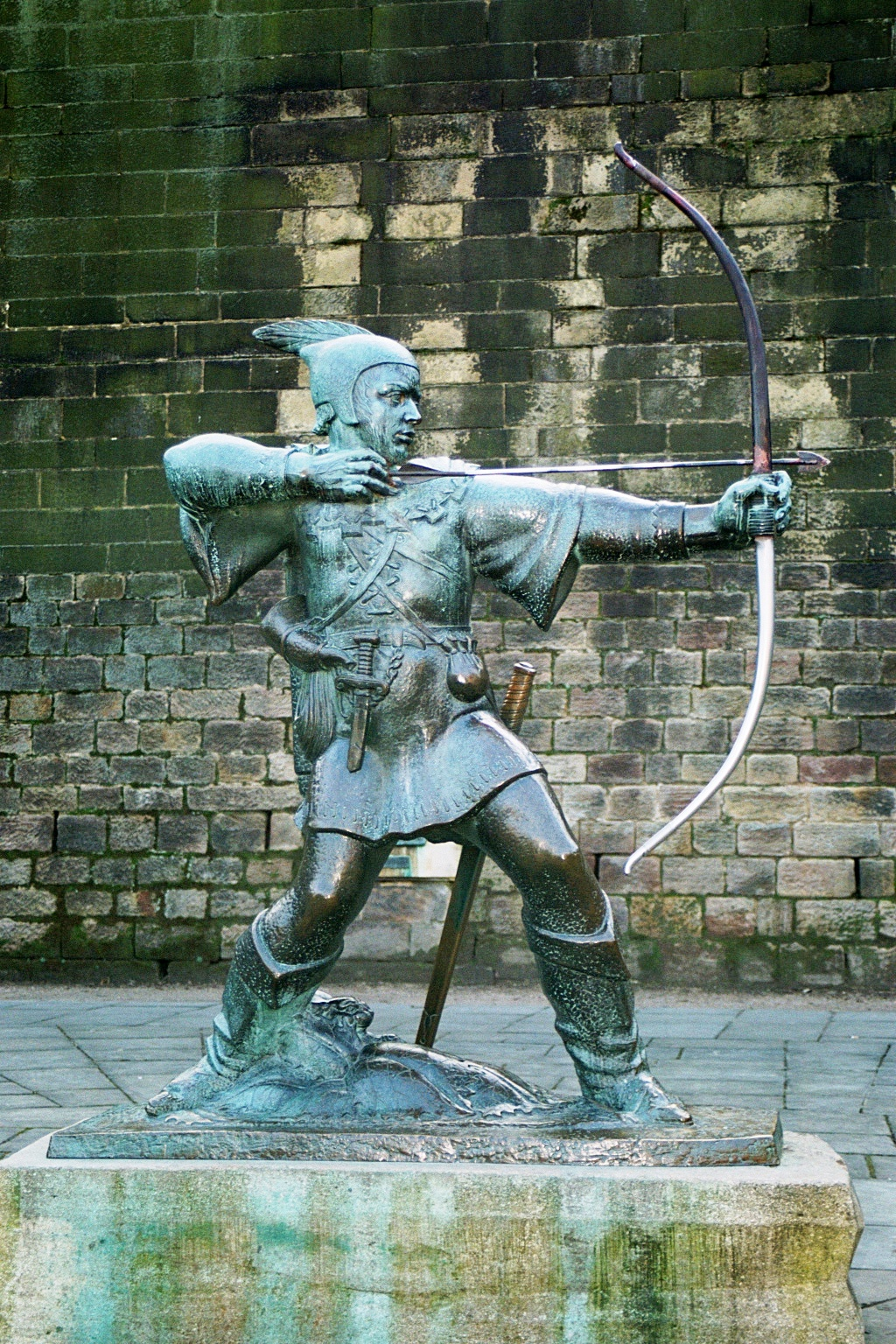
Robin Hood szobra Nottingham városában

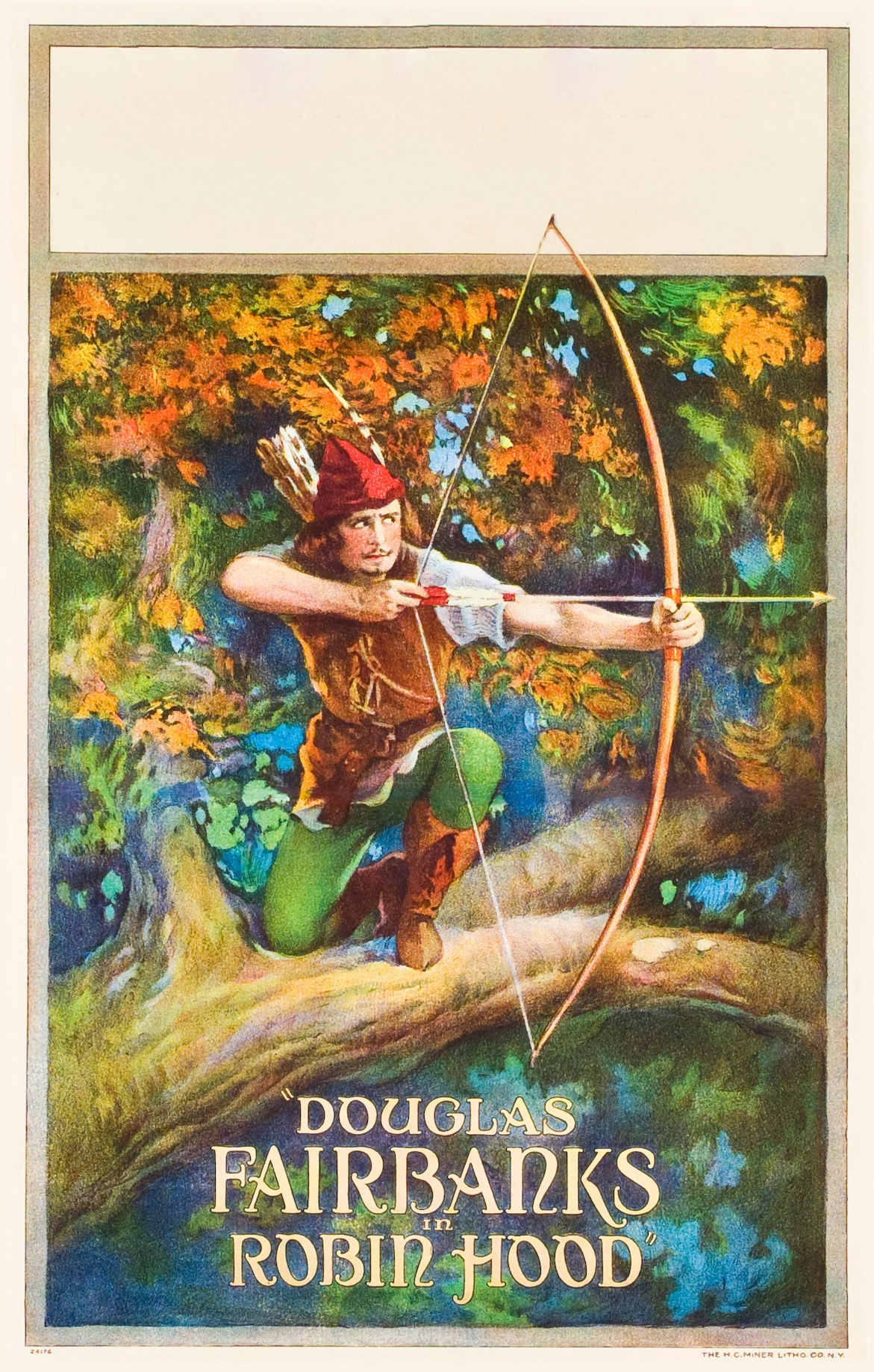
Egy 1922-es film plakátja.

## Keletkezése
A középkortól egészen napjainkig felbukkan Robin Hood alakja könyvekben, filmekben és a média minden területén. A róla szóló balladák a 14. században terjedtek el. A 15. század elejére már a nyárköszöntő májusi mulatságok egyik jellegzetes karaktere lett. A róla szóló történetek a sherwoodi erdőbe és Nottinghamshire-be helyezik, holott a történészek szerint yorkshire-i lehetett. A Robin Hoodról szóló balladákat és dalokat először csak az énekmondók terjesztették, és csak később terjedtek el szélesebb körben. A legrégebbi fennmaradt ballada – a „Robin Hood és a szerzetes” – Robin elfogatásáról szól. 1450 körül keletkezhetett és szereplői között már megtalálhatjuk Robin Hood társait: Little Johnt, Muchot, a molnár fiát és Will Scarletet is. Származását illetően van olyan történet, melyben közember, de ismeretes olyan is, ahol földbirtokait vesztett nemesként kerül említésre a világban szinte mindenhol közismert „angol betyár”. A történet valóságalapjával kapcsolatosan megoszlanak a vélemények és nincs egységes álláspont, mégis akadnak konkrét bizonyítékok híres angliai törvényenkívüliekről, akikről már akkoriban szóbeszéd járta, hogy nem kizárólag saját zsebre rabolnak, de segítenek is a pórnépen. Ugyanakkor számos forrás, habár nem a legkorábbiak alapján az feltételezhető, hogy személye megegyezik Fulk Fitz Warinnal, aki egy normann nemesember volt, s aki, miután kiforgatták javaiból, törvényen kívülivé és János király ellenségévé vált. Európa más országaiban is akad szép számmal példa valós, vagy költött jótevő haramiákra. Német és skandináv tengerészekből verbuválódott a 14. század végén a Vitális Testvérek elnevezésű kalózszövetség, de akár Magyarországon is legendák övezik Sobri Jóska, avagy Rózsa Sándor betyárok pályafutását.
A történet modern kori változataiban Robin Hood arról híres, hogy elvesz a gazdagoktól, hogy a szegényeknek adjon, és harcol az igazságtalanság és a zsarnokság ellen.
Emlékét rengeteg könyv, film, képregény és játék őrzi.

## Megjelenése a kultúrában

### Filmek
- Robin Hood kalandjai – amerikai egész estés kalandfilm (1938)
- Robin Hood (film, 1973) – amerikai egész estés (Disney) rajzfilm (1973)
- Robin Hood kalandjai – ausztrál rajzfilm (1985)
- Robin Hood (film, 1991) – amerikai kalandfilm (1991)
- Robin Hood, a tolvajok fejedelme amerikai kalandfilm (1991)
- Robin Hood, a fuszeklik fejedelme amerikai filmparódia (1993)
- A tolvajok hercegnője amerikai kaland-tévéfilm (2001)
- Robin Hood (televíziós sorozat, 2006), BBC-filmsorozat, (2006)
- A sherwoodi erdő titka – kanadai kalandfilm (2009)
- Robin Hood (film, 2010) – amerikai–angol kalandfilm (2010)
- Az ifjú Robin Hood kalandjai – francia animációs sorozat (2013)
- Robin Hood – amerikai akció-kalandfilm (2018)

### Regények
- Mándy Iván: Robin Hood – ifjúsági regény (1965)
- Dési Percel: Robin Hood – ifjúsági regény

### Anime
- Robin Hood (anime)

## Fordítás
- Ez a szócikk részben vagy egészben  a   Robin Hood című angol Wikipédia-szócikk fordításán alapul.  Az eredeti cikk szerkesztőit annak laptörténete sorolja fel. Ez a jelzés csupán a megfogalmazás eredetét és a szerzői jogokat jelzi, nem szolgál a cikkben szereplő információk forrásmegjelöléseként.